# Rain (canción de Madonna)
«Rain» es una canción interpretada por la cantante estadounidense Madonna, incluida en su quinto álbum de estudio, Erotica (1992). Las compañías Maverick, Sire y Warner Bros. Records la publicaron como el quinto sencillo internacional del disco y como el cuarto en Estados Unidos. Posteriormente, figuró en el recopilatorio de 1995 Something to Remember. Compuesta y producida por Madonna y Shep Pettibone, es una balada de género pop con influencias del trip hop y el new age, y presenta una producción más «agradable» que los anteriores sencillos del álbum. La letra compara la lluvia con los sentimientos de amor y con la capacidad para limpiar las penas del pasado, aunque, según un crítico musical, también tenía connotaciones sexuales como en los otros temas de Erotica.
En general, «Rain» obtuvo reseñas positivas de los críticos y periodistas musicales, quienes la consideraron una de las baladas más destacadas de la carrera de la intérprete. Desde el punto de vista comercial, alcanzó el decimocuarto puesto en la lista estadounidense Billboard Hot 100 y estuvo entre los diez primeros en Australia, Canadá, Finlandia, Irlanda, Italia y Reino Unido. Para la promoción del sencillo, se rodó un videoclip dirigido por Mark Romanek; en él, Madonna canta la canción detrás de varios telones de fondo dentro de un set de filmación. Obtuvo elogios de la crítica por su innovación y cinematografía, y ganó dos MTV Video Music Awards en las categorías de mejor dirección artística y mejor cinematografía. Madonna interpretó el tema en la giras The Girlie Show (1993) y Celebration (2023-2024). En el Sticky & Sweet Tour de 2008-2009, se usó una remezcla como vídeo interludio. Tras su publicación, varios artistas interpretaron una versión de «Rain», especialmente para álbumes tributo.

## Antecedentes y grabación
En abril de 1992, Madonna fundó Maverick, su propia compañía de entretenimiento que consistía en un sello discográfico (Maverick Records), una productora de cine (Maverick Films) y divisiones asociadas a la publicación de música, radiodifusión, edición de libros y publicidad. El acuerdo fue una empresa conjunta con Time Warner, que pagó a Madonna un adelanto de 60 millones USD y le concedió un 20 % de regalías de sus negocios musicales, una de las tasas más altas de la industria, igualada en ese momento solo por la de Michael Jackson, que fue establecida un año antes con Sony. Los dos primeros proyectos de la empresa fueron Erotica, su quinto álbum de estudio, y un coffee table book con fotografías de desnudos titulado Sex. Para Erotica, Madonna trabajó principalmente con Shep Pettibone, con quien había colaborado durante la década de 1980 en varias remezclas de sus sencillos, en la composición y producción de «Vogue» y en el grandes éxitos The Immaculate Collection (1990). Pettibone construyó la base musical de las canciones del disco al estilo de sus remezclas, mientras Madonna compuso las letras y las melodías. Tras finalizar el rodaje de su película A League of Their Own en Chicago, se reunió con el productor en Nueva York y empezaron a trabajar en las primeras maquetas en los meses de octubre y noviembre de 1991.
Según el biógrafo Mark Bego, el primer grupo de canciones que ambos crearon en esos meses fueron «Erotica», «Deeper and Deeper», «Bad Girl», «Thief of Hearts» y «Rain». Sobre esta última, Pettibone recordó: «Se me ocurrió la noche antes de que [Madonna] viniera al estudio. Era domingo, estaba lloviendo ―¡ja!― y ella escribió la letra, cantó la canción y dio con las armonías todo aquel mismo día. Se terminó con bastante rapidez». Además, observó que esos temas eran básicamente las historias de la artista y lo que quería decir en ese momento. De acuerdo con Matthew Rettenmund, en su libro Encyclopedia Madonnica (2016), «Rain» había sido creado en un principio para una adaptación musical de la película de 1939 Cumbres Borrascosas, que sería dirigida por Alek Keshishian. Compuesto y producido por Madonna y Pettibone, la grabación tuvo lugar en los Sound Work Studios de Astoria y la masterización en Sterling Sound, ambos ubicados en la ciudad de Nueva York. Entre los músicos que participaron se incluyen Pettibone como secuenciador, tecladista y programador y Anthony Shimkin como programador de batería. P. Dennis Mitchell y Robin Hancock fueron los responsables de la ingeniería —con Mark Goodman como asistente—, Goh Hotoda de la mezcla y Ted Jenses de la masterización.

## Publicación
Las compañías Maverick, Sire y Warner Bros. publicaron «Rain» como el quinto sencillo internacional de Erotica —tras la canción principal, «Deeper and Deeper», «Bad Girl» y «Fever»— mientras que en Estados Unidos fue el cuarto y último, ya que «Fever» no estuvo disponible comercialmente allí. La primera fecha de publicación fue el 17 de julio de 1993 en Europa y Australia, cuando se editó un maxisencillo en CD, y en Estados Unidos fue el 4 de agosto —en vinilo de 12"— y al día siguiente en CD. El lanzamiento incluyó una pista inédita de doce minutos titulada «Up Down Suite», que es una versión dub con ritmos house de «Goodbye to Innocence» —grabada durante las sesiones de Erotica pero finalmente descartada—; una remezcla hip hop de «Waiting» —también del álbum— con raps de Everlast; y dos versiones de «Rain», la original de 5:24 de duración y otra para la radio de 4:35. Dichas canciones salieron al mercado en el LP de 12", en el CD y en casete. En Estados Unidos también estuvo disponible otro vinilo de 7" y un casete con la versión editada de «Rain» y la original de «Waiting», sin el rap de Everlast. En Reino Unido, «Open Your Heart» (1986) se añadió al CD y al vinilo de 12", y en Alemania y Francia figuraron dos ediciones de «Fever» más las dos versiones de «Rain» en esos mismos formatos. Por último, en Australia y Japón salió a la venta un EP de diez pistas que contenía remezclas y versiones editadas de «Waiting», «Bad Girl», «Up Down Suite», «Fever» y «Rain». En 1995, esta última formó parte de la lista de canciones de Something to Remember, un recopilatorio de baladas de Madonna.

## Composición

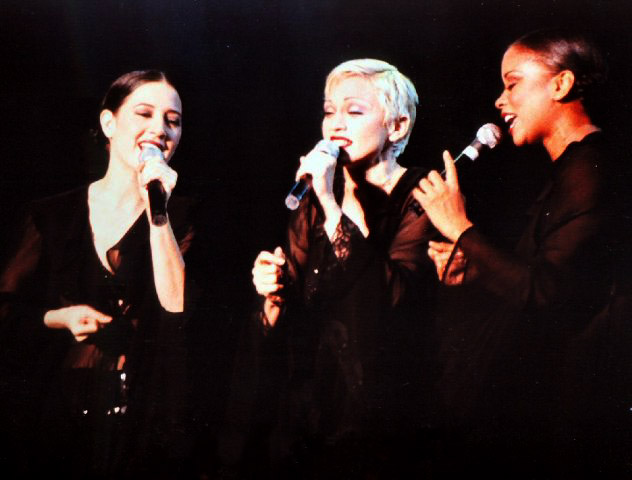
Madonna y sus coristas Donna De Lory (izquierda) y Niki Haris (derecha) cantando «Rain» durante uno de los conciertos de la gira The Girlie Show (1993)

«Rain» es una balada de género pop con influencias del trip hop y el new age. La producción, orientada a la música contemporánea para adultos, es «más agradable» que los sencillos anteriores de Erotica. El sonido profundo de una cuerda en do menor y un hi hat con ecos acompañan la voz de Madonna, que utiliza su registro más bajo. La letra compara la lluvia con los sentimientos de amor. Así como la lluvia limpia la suciedad, el amor limpia las penas del pasado y permite que una persona y su amante se concentren en sus sentimientos del presente. Los instrumentos y los arreglos imitan ese «efecto purificador» en un estilo new age y, según Annie Zaleski de The A.V. Club, el patrón rítmico evoca el sonido constante de gotas que caen en un techo, así como elementos «turbulentos» asociados con la lluvia, como por ejemplo los truenos, stabs orquestales que evocan relámpagos bien definidos y un puente que emerge de a poco impulsado por lo que parece ser el sonido de una guitarra eléctrica. Cerca del final ocurre un cambio de tonalidad, de si bemol mayor a do mayor, seguido de dos partes habladas y una armonía junto con dichas partes. La coda tiene una melodía diferente y la canción finaliza con un coro grupal sin las armonías.
Richard Harrington de The Washington Post describió «Rain» como una balada «optimista» al estilo de Peter Gabriel en la que el agua es una metáfora del amor, especialmente en el verso Wash away my sorrow, take away my pain («Limpia mi tristeza, llévate mi dolor»). Según Stephen Sears de Idolator, los sintetizadores aparecen en el minuto 2:46 en un «elegante puente» que presenta a varias Madonnas recitando versos en voz baja como By sheer force of will / I’ll raise you from the ground («Con pura fuerza de voluntad, te levantaré del suelo») y And without a sound, you'll appear and surrender to me, to love («Y sin aviso, aparecerás y te rendirás ante mí, ante el amor»). Sal Cinquemani de Slant Magazine opinó que las letras de las baladas de Erotica estaban relacionadas principalmente con el sexo, y agregó que algunos podrían incluso considerar a «Rain» como una metáfora extendida sobre la eyaculación, aunque no suscribió a esa interpretación instintiva. Según José Plata, de la revista colombiana Shock, trata «del poder de la lluvia y de cómo ella puede ser algo para compartir en el amor».

## Recepción crítica y reconocimientos
En términos generales, «Rain» obtuvo reseñas positivas de los críticos y periodistas musicales, quienes la consideraron una de las mejores baladas de la carrera de Madonna. Así lo expresó el biógrafo Mark Bego, en su libro Madonna: Blonde Ambition (2000), quien además agregó que era una de las más bellas de la artista, opinión que compartió Paul Verna de Billboard. Del portal Allmusic, Stephen Thomas Erlewine lo consideró uno de sus «mejores y más logrados» trabajos, y Jose F. Promis reconoció que allanó el camino para que surgiera «la Madonna más suave» de mediados de los años 1990. A Stephen Holden del New York Times le pareció «una canción de amor alegre y generosa»; a Arion Berger de Rolling Stone una de las «baladas de anhelo» del disco; y a Maureen Sajbel de Los Angeles Times una «melodía dulce y triste». Por su parte, Sal Cinquemani de Slant Magazine escribió que «las armonías raramente reconocidas de Madonna se deslizan sobre los ritmos glaciales, los truenos de percusión y los susurros celestiales de la sonora "Rain"». Escribiendo para The Independent, Giles Smith expresó que «["Rain"] es lo más cercano a la Madonna de Like a Prayer que hay [en Erotica], una balada grande y solemne». De The Buffalo News, Anthony Violanti resaltó su «sinceridad intensa» y la consideró uno de los mejores momentos de Erotica, así como también una de las mejores baladas de Madonna.
Para Charles Aaron, de Spin, se trató de una balada que funciona dentro de un «escenario atemporal y desgarrador: nuestra heroína espera en la cima de una montaña a que el amor limpie su dolor». Annie Zaleski de The A.V. Club mencionó que el tema otorgó una «sensación gloriosa de renovación» y estableció a Madonna como una «sensual diosa del new age». Larry Flick de Billboard reseñó: «Un momento maravilloso y romántico del menospreciado opus Erotica. Una rima lenta y seductora, rodeada de sintetizadores chispeantes y en cascada, inspira una voz dulce y encantadora. Aunque la letra no es tan atrevida como "Bad Girl", es una melodía maravillosamente construida e inolvidable que merece tanta atención (y airplay) como pueda tener». En comentarios menos favorables, Rikky Rooksby, autor de The Complete Guide to the Music of Madonna (2004), opinó que aunque era apta para la radio, la temática y la letra se habían usado en «innumerables canciones». Chris Willman de Los Angeles Times afirmó que «a pesar de haber creado algunos de los mejores sencillos de los 80 y contar con un ingenio genuino, Madonna tiende a hacer rimas terriblemente banales». Deborah Walker del Sun-Sentinel opinó que, si bien era un punto culminante en Erotica, no aportaba nada a la discografía de Madonna. Brian Boone de Popdose la calificó de «mediocre», y Justin Chadwick, del portal Albumism, afirmó que era la única pista «banal» y «evitable» del álbum. Alfred Soto de Stylus Magazine la desestimó como «una nueva versión sensiblera de "This Used to Be My Playground" de ese año».
| Una coproducción de Shep Pettibone, y quizás la canción más sincera de Erotica, [«Rain»] es una balada que combina trip hop y sonidos new age en un paisaje sonoro rico en armonía en el que solo quieres perderte. —Samuel R. Murrian de Parade comentando sobre «Rain» en su conteo de los mejores sencillos de Madonna. |

En reseñas retrospectivas, Richard LeBeau de Medium la calificó como «madura y sincera» y una de las baladas más destacadas de su carrera «que nunca recibió la atención o el respeto que merecía». Algo similar fue Rocco Papa de The Odyssey, quien expresó que era «una de las canciones más bellas de uno de sus álbumes más subestimados». Guillermo Alonso, de la edición española de Vanity Fair, la denominó «la» balada de Madonna: «Fría, mecánica, cuya producción parece tirar de la lengua a una Madonna desidiosa y triste que no le apetece cantar». Sebas E. Alonso de Jenesaispop la incluyó en el 44.º puesto de sus sesenta mejores canciones; la llamó «una de sus melodías más luminosas y atemporales» y añadió que la letra fue «precedente» de «Swim» y «Nothing Really Matters», de Ray of Light (1998), y «Wash All Over Me», de Rebel Heart (2015). En la misma vena, Mayer Nissim, del periódico en línea PinkNews, lo llamó «el número más suave, más atmosférico (y menos abiertamente sexual) de Erotica, pero no por ello menos sensual y seductor», que además «anticipó dónde se dirigiría [Madonna] en unos cuantos años con Ray of Light». Matthew Jacobs, del Huffington Post, expresó que aunque fue una desviación de los anteriores lanzamientos «carnales» del álbum, no era «muy distintiva» de otras baladas suyas de esa época.
En un artículo por el vigésimo aniversario de Erotica, Stephen Sears de Idolator sostuvo que era «romántica» y la «única expresión de amor puro» dentro del disco, que además «retoma el paisaje sonoro y oceánico de su épica balada de 1986 "Live to Tell"». Scott Kearnan de Boston.com declaró que «lo que [a ella] le falta en técnica siempre lo ha intentado compensar con seriedad. Trabaja duro para vender una canción, y "Rain" es un buen ejemplo. Los vocalistas nunca se entusiasmarán con su fraseo, pero al menos canta como si creyera en cada palabra». Jude Rogers de The Guardian lo nombró el decimoctavo sencillo más destacado de su discografía; en su comentario, señaló que era «el momento más propiamente erógeno» del álbum y resaltó su «voz llena de anhelo». En las listas que ordenaron las 100 mejores canciones de Madonna, Louis Virtel de NewNowNext la ubicó en el 47.º puesto y la nombró «cálida», y Andrew Unterberger de Billboard la incluyó en el 73.º y comentó que era esa clase de balada «de fácil comprensión y muy accesible». Además, elogió la producción y los matices vocales que recordaban a las baladas de Jimmy Jam y Terry Lewis de finales de los años 1980. Matthew Rettenmund, autor de la Encyclopedia Madonnica y creador del sitio Boy Culture, la ubicó en el número 31 de «La inmaculada percepción: cada canción de Madonna, de peor a mejor», una lista sobre las 221 pistas grabadas por la intérprete desde sus primeros comienzos en 1980 hasta 2013. Por último, Saeed Saeed de The National lo consideró una «belleza etérea», así como también uno de los sencillos más «criminalmente infravalorados» de Madonna.

## Recepción comercial

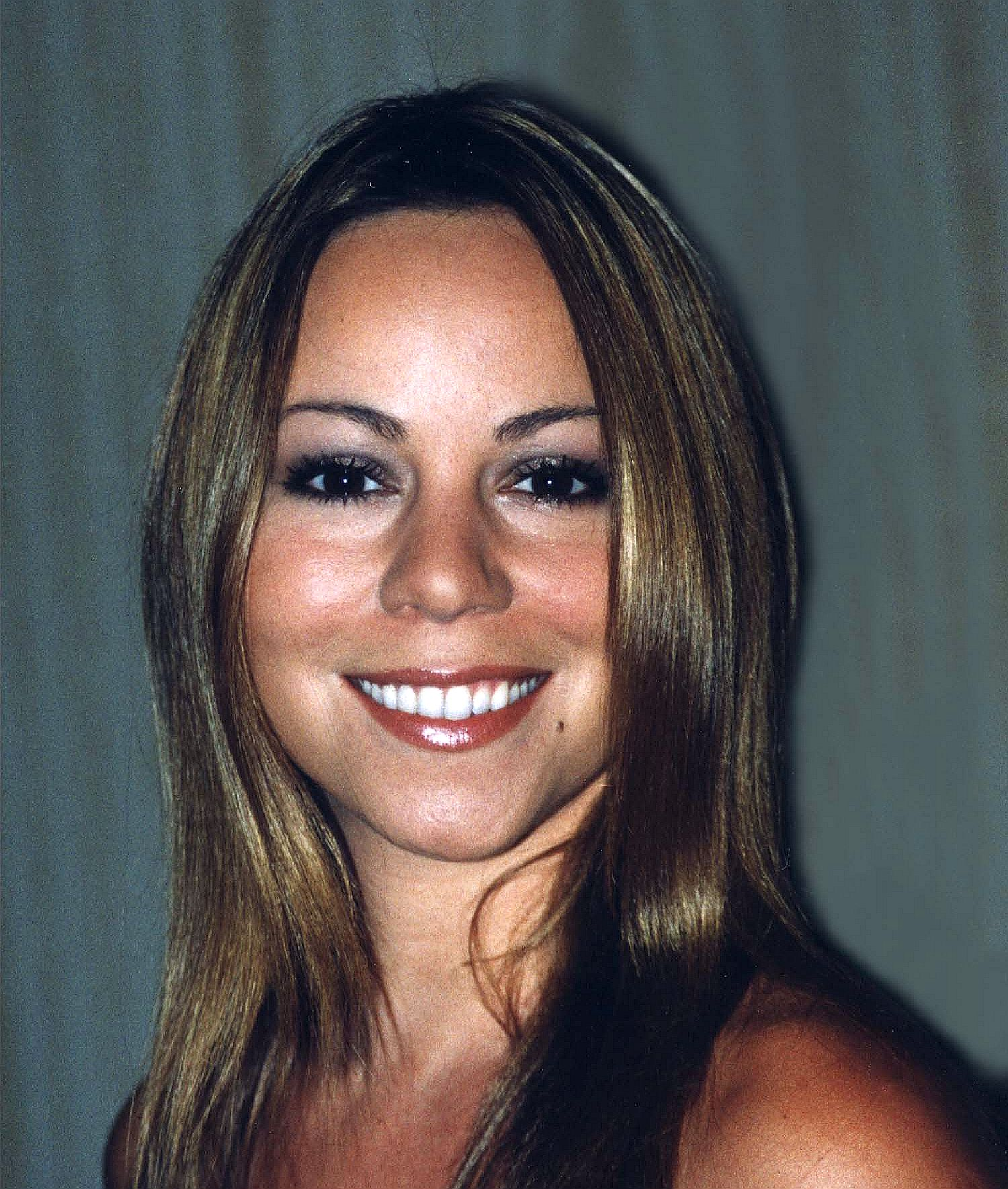
En Canadá, «Dreamlover» de Mariah Carey (fotografía) evitó que «Rain» liderara la lista Top 100 Hit Tracks de la revista RPM

En Estados Unidos, «Rain» debutó en el número 52 de la lista principal Billboard Hot 100 en la edición del 24 de julio de 1993; siete semanas después, alcanzó el decimocuarto puesto y pasó veinte semanas en total. En los conteos de radios y de ventas físicas —componentes del Hot 100— llegó a las posiciones 11 y 30, respectivamente, así como a la séptima en Mainstream Top 40 y Adult Contemporary, decimotercera en Dance Maxi-Singles Sales y trigésimo octava en Rhythmic Songs. Para fin de año, ocupó los lugares 38 en Adult Contemporary, 54 en el conteo de radios y 67 en el Hot 100. En 2017, el personal de Billboard lo consideró el 40.º sencillo más exitoso de Madonna en el país. En Canadá, lideró el conteo The Record, mientras que en RPM ocupó el segundo lugar en el Top 100 Hit Tracks, detrás de «Dreamlover» de Mariah Carey, y el séptimo en el de adulto contemporáneo. Fue el 15.º sencillo más exitoso de 1993 en RPM.
Fuera de América del Norte, la recepción comercial fue más moderada. Por ejemplo, en Australia debutó en la posición 21 y alcanzó la quinta un mes después; con un total de veinte semanas, fue el sencillo de Madonna que más tiempo permaneció en la lista desde «Vogue» (1990) hasta el lanzamiento de «Hung Up» (2005), que permaneció veintitrés. Se ubicó en el puesto 39 para fin de año y la Australian Recording Industry Association (ARIA) lo certificó con un disco de oro por la venta de 35 000 copias. En Nueva Zelanda, el recibimiento fue más bajo comparado con el país anterior, ya que llegó al puesto 20 y solo estuvo un total de siete semanas.
En el UK Singles Chart, ingresó al séptimo lugar el 31 de julio de 1993 y en general permaneció ocho semanas; ocupó el 88.º puesto en la lista anual y, para agosto de 2008, había vendido 130 771 copias según Official Charts Company. En otros países como Finlandia, Irlanda e Italia, logró ubicarse en las posiciones quinta, séptima y novena, respectivamente, y estuvo entre los cuarenta primeros en Alemania, Austria, Bélgica, Islandia, Países Bajos, Suecia y Suiza. Como resultado de su rendimiento en los mercados europeos, el 7 de agosto de 1993 debutó y alcanzó el decimoquinto puesto en la lista de Music & Media Eurochart Hot 100 Singles, que se basa en el desempeño comercial de quince países del continente, y el cuarto en Adult Contemporary Europe y European Hit Radio Top 40.

## Vídeo musical

### Producción y rodaje
El vídeo musical de «Rain» se grabó del 16 al 19 de mayo de 1993 en un hangar del aeropuerto de Santa Mónica, en California, bajo la dirección de Mark Romanek para Satellite Films. El resto del personal incluyó a Krista Montagna en producción, Jon Peter Flack en diseño de producción, Robert Duffy, John Murray y Jim Haygood en edición, Harris Savides como director de fotografía y David Bradshaw como estilista. Madonna mostró interés por trabajar con Romanek tras ver su trabajo en «Free Your Mind» (1992) de En Vogue y «Are You Gonna Go My Way» (1993) de Lenny Kravitz. Al principio Romanek se negó, ya que se sentía «intimidado» ante la idea de trabajar con ella y porque temía que el vídeo se apartara de las «excentricidades llamativas» que caracterizaron a la cantante en el pasado. Sumado a ello, señaló que «era una canción muy romántica y yo no sabía qué hacer con algo romántico en ese momento de mi vida». No obstante, aceptó finalmente y tomó como principal inspiración un comercial de Yves Saint Laurent dirigido por Jean-Baptiste Mondino y protagonizado por la actriz Catherine Deneuve. Madonna propuso que se filmara en blanco y negro, dado el tono romántico de la canción al compararla con Cumbres Borrascosas, pero Romanek creyó que sería «demasiado infantil», de manera que se le ocurrió un concepto futurista y la idea de hacer un vídeo dentro de un vídeo, en donde ella actuara para un equipo de filmación japonés. Siguiendo este último concepto, a Federico Fellini y Jean-Luc Godard se les ofreció el papel del director, pero rechazaron la propuesta, por lo que escogieron al compositor japonés Ryūichi Sakamoto ya que, según Romanek, era el «ícono japonés más emblemático, famoso y atractivo». También contó con la participación del modelo argentino Daniel Rossi.
Romanek tuvo la idea de ambientarlo en Tokio y mostrar al equipo de filmación, y que el personaje de Madonna se viera «accesible y vulnerable, rodeada de alta tecnología», con el objetivo de crear un subtexto y hacer su personaje «más comprensible». Al filmar a un equipo de filmación, el director creó un escenario prefabricado y artificial para que resaltara la «verdadera emoción» del tema. También se utilizó lluvia falsa que estaba contenida en dos «paredes» altas que se encontraban a ambos lados de Madonna. Romanek explicó que «la cantidad de equipamiento, tuberías y luces que están ocultas en esa escena, de modo que las paredes parecen estar lo más simples posible y se ven estéticamente correctas, fue enorme». Junto con Savides, capturaron una serie de primeros planos en color del rostro y rasgos de la artista, para lo cual ella se sometió a medio día de pruebas de cámara, y luego se eligió un accesorio de iluminación alemán para lograr un efecto moderno pero clásico. Para su apariencia, se inspiró en el París de la década de 1940 y en la cantante Édith Piaf: lució una peluca negra corta con flequillo puntiagudo y recuperó sus cejas que en sus vídeos anteriores habían estado «prácticamente invisibles». Rei Kawakubo de Comme des Garçons aportó el vestido negro y Vivienne Westwood diseñó los atuendos blancos. Durante la producción, que duró cuatro días, también se rodó una secuencia de tormenta y viento en un escenario y otra toma de Madonna rodeada de paraguas negros abiertos. En julio de 2015, se filtraron casi cuarenta minutos de tomas descartadas e inéditas.

### Sinopsis y recepción
El videoclip tuvo su estreno oficial en MTV el 21 de junio de 1993. Ambientado en un set de filmación, inicia con una toma de la cantante recostada en una chaise longue de aluminio —diseñada por un entonces desconocido Marc Newson— y con auriculares mientras compone una canción, y luego se intercalan primeros planos de ella donde canta frente a un micrófono y otras donde recibe instrucciones por parte del director (Sakamoto). A continuación, aparece frente a un fondo de luces brillantes y besa a un hombre (Rossi) detrás de un vidrio sobre el cual cae agua. El videoclip termina con una vista aérea de paraguas negros abiertos que cubren todo el piso. En los MTV Video Music Awards, celebrados en septiembre de ese año, Jan Peter Flack y Harris Savides fueron reconocidos en las categorías de mejor dirección artística y mejor cinematografía, respectivamente, y en la entrega de los Billboard Music Video Awards, «Rain» estuvo nominado a mejor vídeo de género pop/adulto contemporáneo, mientras que Romanek ganó como director del año. Posteriormente, figuró en los VHS/DVD recopilatorios The Video Collection 93:99 (1999) y Celebration: The Video Collection (2009).
Como reseña, Deborah Russell de Billboard comentó que presenta a una «Madonna elegante pero vulnerable, glamorosa pero dulce», y lo consideró el noveno mejor vídeo de 1993. Tanto Rocco Papa de The Odyssey como el equipo de redacción de Rolling Stone lo nombraron el sexto más destacado de su videografía; este último elogió el estilo de «alto contraste y el concepto metanarrativo», lo que le daba una «sensación distante». Maureen Sajbel de Los Angeles Times recalcó el estilo «sorprendente» de la cantante, y Bryant Frazer, de Studio Daily, lo destacó por «empujar los límites del telecine de la época». Mike Nied de Idolator lo ubicó en la posición 24 de los veinticinco vídeos más sobresalientes de la artista; resaltó la cinematografía y concluyó que era «clase pura». «Rain» fue incluido en el puesto 70 de los cien mejores vídeos de la historia, creado en junio de 2003 por Sal Cinquemani de Slant Magazine; lo llamó uno de los «más bellos» de Madonna y agregó que había sido «una pausa simple y reconfortante de la etapa Erotica, empapada visualmente de sexo», pero señaló que a pesar de su aspecto inocente, «es difícil separar las imágenes del doble sentido de la canción». Jef Rouner del Houston Press creó otra lista sobre los diez mejores vídeos de Romanek y afirmó que era «un tratado fascinante sobre el acto de crear un videoclip». Christopher Rosa de VH1 lo incluyó dentro de los diez vídeos más infravalorados de Madonna y comparó su apariencia a la de la actriz Mia Farrow. Por último, Matthew Rettenmund lo llamó «una obra maestra sobre el arte y el artificio» y subrayó que aunque Romanek tuvo la intención de crear un videoclip «desprovisto de nostalgia», el resultado final fue «un enigma moderno de que [Madonna] no era ajena a la sobreexposición».

## Presentaciones en vivo
Madonna presentó «Rain» en The Girlie Show (1993) —su cuarta gira musical— acompañada de sus coristas y bailarinas Niki Haris y Donna De Lory. Vestidas con túnicas transparentes, interpretaron el tema sentadas en bancos en el centro del escenario. Haris recordó en el libro de Lucy O'Brien, Madonna: Like an Icon (2008), que «fue la primera vez que nos sentamos juntas [en el escenario] y sentimos nuestras armonías. La voz de Madonna estaba empezando a fortalecerse. Le gustaba probar cosas nuevas». Durante el puente, cantaron un fragmento de «Just My Imagination (Running Away with Me)» (1971), del grupo The Temptations. En su reseña al concierto de Nueva York, Jon Pareles del New York Times opinó que la música recordaba «al Motown, los grupos de chicas y a James Brown». Finalizada la actuación, prosiguió un interludio musical donde un pierrot y varios bailarines vestidos con trajes negros y sosteniendo paraguas aparecían en el escenario y ejecutaban una coreografía inspirada parcialmente en el musical de 1952 Cantando bajo la lluvia, protagonizado por Gene Kelly. De acuerdo con la biógrafa Michelle Morgan, el propio Kelly aconsejó a Madonna en algunas partes de la coreografía. La actuación figuró en el VHS/Laserdisc The Girlie Show - Live Down Under (1994), grabado el 19 de noviembre de 1993 durante el concierto realizado en el estadio Sydney Cricket Ground, en Sídney.

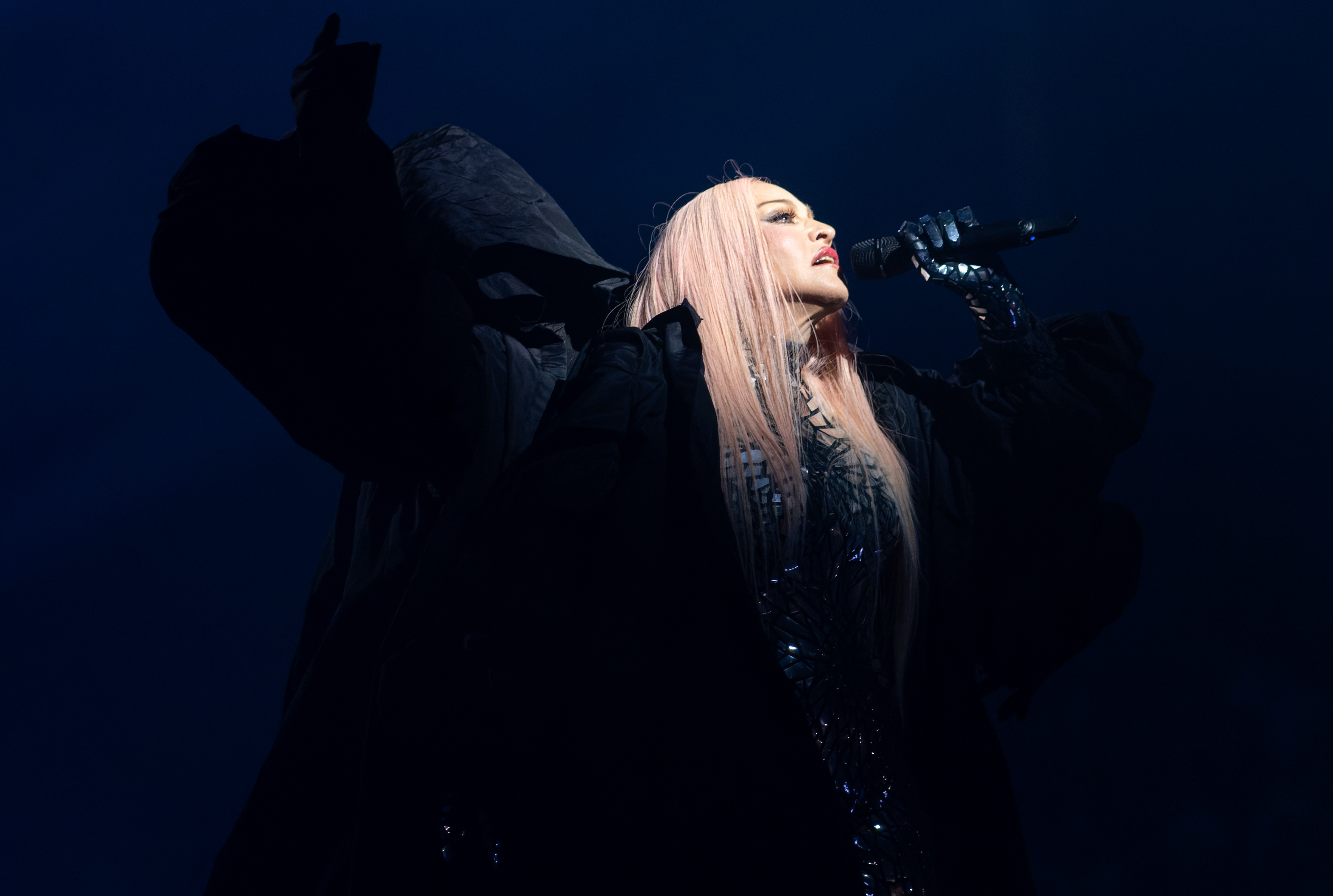
Madonna cantando «Rain» durante uno de los conciertos de The Celebration Tour (2023-2024)

Quince años después, para el Sticky & Sweet Tour de 2008-2009, se utilizó una remezcla como vídeo interludio que daba inicio al tercer segmento del espectáculo —Gypsy—, inspirado en la cultura romaní. La remezcla incluyó fragmentos de la letra de «Here Comes the Rain Again» (1984) de la banda Eurythmics y contó con el dúo Hamutsun Serve, que realizó una coreografía de estilo oriental. El vídeo en las pantallas mostraba a un pixie que se refugiaba debajo de un pétalo durante una tormenta y presenciaba la transformación de una oruga en una mariposa. Como reseña, Ron Slomowicz de About.com calificó los paisajes del vídeo como «impresionantes» y señaló que la cantante «rindió homenaje a Eurythmics, los pioneros de la música electrónica de los años 1980». La actuación apareció posteriormente en el tercer álbum en vivo de la artista, Sticky & Sweet Tour (2010), filmado en dos de los conciertos de Buenos Aires en diciembre de 2008. «Rain» formó parte de la gira The Celebration Tour (2023-2024), realizada para conmemorar los cuarenta años de carrera de Madonna. Durante el número, un bailarín «sombrío» abraza por detrás a la cantante, quien luce una enorme capa, y la «arrastra hacia la oscuridad». En su reseña al concierto en Londres, el personal del portal Out in Perth se refirió al número como «anticlimático»; de modo similar, Mireia Pería de Jenesaispop criticó la «sosa» actuación. Por el contrario, André Hereford del diario estadounidense Metro Weekly opinó que fue «una poderosa interpretación vocal en una noche donde sus pulmones y su cuerpo trabajaron prodigiosamente».

## Versiones y apariciones en otros medios
Tras su publicación, varios artistas interpretaron una versión de «Rain», especialmente para álbumes tributo. Por ejemplo, en 2000 la banda Swede la grabó para el disco The Material Girl y Rosetta Stone lo hizo para Virgin Voices: A Tribute To Madonna, Vol. 2; en un comentario de este último, Heather Phares de Allmusic la consideró uno de los mejores momentos del material. La versión de Rosetta Stone también se incluyó en A Tribute to Madonna: Virgin Voices (2003) y Tribute to Madonna: Like a Virgin (2005). La grabación de las agrupaciones Vitamin String Quartet y Da Capo Players figuró tanto en The String Quartet Tribute to Madonna (2002) como en Strung out on Madonna: The String Quartet Tribute (2008), y la de Motor Industries, un colectivo electrónico de Los Ángeles, en The Dancefloor Tribute to Madonna (2003). «Rain» formó parte de álbumes dobles como Exposed (2001), del grupo de dance/Hi-NRG Who's That Girl!, y Forever Madonna (2008), que incluyó una interpretación de la imitadora Melissa Totten y una remezcla titulada «Klubkidz House Party Mix».
En mayo de 2016, Donna De Lory y Nikki Haris cantaron una versión acústica del tema —acompañada de una remezcla producida por Willie Ray Lewis— que fue publicada como descarga digital, y en octubre de ese año se puso a la venta un EP con cuatro remezclas más de su versión. De Lory expresó en una entrevista con Billboard que «nos encanta esa canción y nos encanta cantarla en vivo». Por último, «Rain» apareció en la película de 2019 Diamantes en bruto —dirigida por los hermanos Joshua y Benjamin Safdie y protagonizada por Adam Sandler— durante la escena en la que el personaje principal, Howard Ratner (Sandler), regresa a su departamento de Manhattan y lo encuentra vacío y oscuro.

## Lista de canciones y formatos
| 7", casete |                              |          |  |
| N.º        | Título                       | Duración |  |
| 1.         | «Rain» (versión de la radio) | 4:35     |  |
| 2.         | «Waiting»                    | 5:45     |  |

| 12" / Maxi CD |                                  |          |  |
| N.º           | Título                           | Duración |  |
| 1.            | «Rain» (versión de la radio)     | 4:35     |  |
| 2.            | «Waiting» (Remix) (con Everlast) | 4:41     |  |
| 3.            | «Up Down Suite»                  | 12:13    |  |
| 4.            | «Rain»                           | 5:24     |  |

| CD / Maxisencillo en casete |                                  |          |  |
| N.º                         | Título                           | Duración |  |
| 1.                          | «Rain» (versión de la radio)     | 4:35     |  |
| 2.                          | «Rain»                           | 5:24     |  |
| 3.                          | «Up Down Suite»                  | 12:13    |  |
| 4.                          | «Waiting» (Remix) (con Everlast) | 4:41     |  |

| CD, 12” |                              |          |  |
| N.º     | Título                       | Duración |  |
| 1.      | «Rain» (versión de la radio) | 4:35     |  |
| 2.      | «Open Your Heart»            | 4:13     |  |
| 3.      | «Up Down Suite»              | 12:13    |  |

| Maxisencillo de 12” / Maxi CD |                                    |          |  |
| N.º                           | Título                             | Duración |  |
| 1.                            | «Rain» (versión editada del álbum) | 4:17     |  |
| 2.                            | «Rain» (remezcla editada)          | 4:33     |  |
| 3.                            | «Fever» (Edit One)                 | 4:03     |  |
| 4.                            | «Fever» (Edit Two)                 | 4:27     |  |

| EP  |                                            |          |  |
| N.º | Título                                     | Duración |  |
| 1.  | «Rain» (versión de la radio)               | 4:35     |  |
| 2.  | «Waiting» (Remix) (con Everlast)           | 4:41     |  |
| 3.  | «Up Down Suite»                            | 12:13    |  |
| 4.  | «Rain»                                     | 5:24     |  |
| 5.  | «Bad Girl» (Extended Mix)                  | 6:29     |  |
| 6.  | «Fever» (Extended 12”)                     | 6:29     |  |
| 7.  | «Fever» (Shep’s Remedy Dub)                | 4:29     |  |
| 8.  | «Fever» (Murk Boys Miami Mix)              | 7:10     |  |
| 9.  | «Fever» (Oscar G's Dope Dub)               | 4:53     |  |
| 10. | «Rain» (versión editada del vídeo musical) | 4:32     |  |

| Descarga digital |                           |          |  |
| N.º              | Título                    | Duración |  |
| 1.               | «Rain» (Radio Remix)      | 4:35     |  |
| 2.               | «Waiting» (Remix)         | 4:40     |  |
| 3.               | «Rain» (Radio Remix Edit) | 4:20     |  |
| 4.               | «Up Down Suite»           | 12:15    |  |
| 5.               | «Rain» (Video Edit)       | 4:33     |  |
| 6.               | «Fever» (Edit Two)        | 4:27     |  |

## Posicionamiento en listas
| País (Lista 1993)                         | Posición más alta |
| ----------------------------------------- | ----------------- |
| Alemania (Offizielle Deutsche Charts)     | 26                |
| Australia (ARIA)                          | 5                 |
| Austria (Ö3 Austria Top 40)               | 24                |
| Bélgica Flandes (Ultratop)                | 25                |
| Canadá (RPM Top 100 Hit Tracks)           | 2                 |
| Canadá (RPM Adult Contemporary Tracks)    | 7                 |
| Canadá (The Record)                       | 1                 |
| Estados Unidos (Billboard Hot 100)        | 14                |
| Estados Unidos (Adult Contemporary)       | 7                 |
| Estados Unidos (Dance Maxi-Singles Sales) | 13                |
| Estados Unidos (Hot 100 Airplay)          | 11                |
| Estados Unidos (Hot 100 Singles Sales)    | 31                |
| Estados Unidos (Mainstream Top 40)        | 7                 |
| Estados Unidos (Rhythmic)                 | 38                |
| Unión Europea (Adult Contemporary Europe) | 4                 |
| Unión Europea (EHR Top 40)                | 4                 |
| Unión Europea (Eurochart Hot 100 Singles) | 15                |
| Finlandia (IFPI)                          | 5                 |
| Irlanda (IRMA)                            | 7                 |
| Islandia (Íslenski Listinn Topp 40)       | 25                |
| Italia (Hit Parade Italia)                | 9                 |
| Nueva Zelanda (Recorded Music NZ)         | 20                |
| Países Bajos (Dutch Top 40)               | 36                |
| Países Bajos (Single Top 100)             | 38                |
| Reino Unido (UK Singles Chart)            | 7                 |
| Suecia (Sverigetopplistan)                | 16                |
| Suiza (Schweizer Hitparade)               | 11                |

| País (Lista 1993)                         | Posición |
| ----------------------------------------- | -------- |
| Australia (ARIA)                          | 39       |
| Canadá (RPM Top 100 Hit Tracks)           | 15       |
| Canadá (RPM Adult Contemporary Tracks)    | 44       |
| Estados Unidos (Billboard Hot 100)        | 67       |
| Estados Unidos (Hot 100 Airplay)          | 54       |
| Estados Unidos (Adult Contemporary)       | 38       |
| Unión Europea (Eurochart Hot 100 Singles) | 96       |
| Unión Europea (European Hit Radio)        | 25       |
| Unión Europea (Adult Contemporary Europe) | 15       |
| Italia (Hit Parade Italia)                | 60       |
| Reino Unido (UK Singles Chart)            | 88       |

## Certificaciones
| País (organismo certificador) | Certificación | Unidades certificadas |
| ----------------------------- | ------------- | --------------------- |
| Australia (ARIA)              | Oro           | 35 000                |

## Créditos y personal
- Grabación en Sound Works Studio (Astoria, Nueva York).
- Masterización en Sterling Sound (Nueva York).

### Personal
- Madonna: voz, composición, producción
- Shep Pettibone: composición, producción, teclados, secuencia, programación
- Anthony Shimkin: programación de batería
- P. Dennis Mitchell: ingeniería de grabación
- Robin Hancock: ingeniería de grabación
- Mark Goodman: asistente de ingeniería
- Goh Hotoda: mezcla
- Ted Jenses: masterización
- Herb Ritts: fotografía
- Greg Ross: diseño

Créditos adaptados de las notas del maxisencillo en CD y del álbum Erotica.